# Detektor fal grawitacyjnych
Detekcja fal grawitacyjnych – eksperyment mający na celu wykrycie i zbadanie własności fal grawitacyjnych – znikomo małych zaburzeń czasoprzestrzeni, których istnienie przewidywane jest przez ogólną teorię względności Alberta Einsteina.
Detektory fal grawitacyjnych budowane są od lat 60. XX wieku. Pierwsze zarejestrowanie fali miało miejsce 14 września 2015 przez detektory LIGO w Stanach Zjednoczonych.
W dniu 17 sierpnia 2017 udało się po raz pierwszy wykryć powiązaną ze sobą emisję fal grawitacyjnych oraz elektromagnetycznych przez obiekt astronomiczny. Źródłem emisji był zlewający się układ podwójny gwiazd neutronowych znajdujący się w odległości 130 milionów lat świetlnych od Ziemi. W odkryciu wziął udział m.in. detektor LIGO (fale grawitacyjne) oraz satelita Fermi GST (promieniowanie gamma). Było to przełomem w astronomii wieloaspektowej (ang. multi-messenger astronomy).
Pierwsza generacja detektorów fal grawitacyjnych powstała z inicjatywy Josepha Webera z University of Maryland. Kiedy Weber zaczynał swoje eksperymenty, wielu naukowców nie miało przekonania co do istnienia fal grawitacyjnych, a szczególnie możliwości ich detekcji.
Metoda Webera polegała na zawieszeniu masywnego cylindra o wadze około 1 tony, w próżni, odizolowania go jak najlepiej od wpływu otoczenia i badaniu pojawiających się wibracji. W celu wyeliminowania przypadkowych zaburzeń stosowano dwa cylindry, umieszczone w różnych, odległych od siebie laboratoriach i jako sygnał rozważano przypadki, kiedy oba cylindry wykazywały drgania. W 1969 roku Weber doniósł o wykryciu fal grawitacyjnych, ale wykrywane oscylacje wydawały się dużo za silne jak na pochodzące od fal grawitacyjnych, i obecnie wiadomo, że wynikały one z niedostatecznej eliminacji efektów otoczenia.
Kolejne detektory budowane aż do wczesnych lat dziewięćdziesiątych opierały się na tej samej zasadzie, ale już były dodatkowo chłodzone ciekłym helem w celu wyeliminowania szumów termicznych.
Trzecia generacja detektorów zaczęła wykorzystywać technikę interferometrii. Używano dwóch wiązek laserowych wysyłanych wzdłuż dwóch ramion interferometru. Zmiana w interferencji powracających po odbiciu od luster wiązek zawierała informację o zmianie długości ramion interferometru w wyniku przejścia fali grawitacyjnej.
Obecnie działające i budowane detektory fal grawitacyjnych to interferometry. Ich zasadniczą cechą jest fakt, że częstotliwość przy której detektor osiąga maksymalną czułość, skaluje się odwrotnie z długością ramion urządzenia. Naziemne detektory obecnie działające są czułe na fale w zakresie 10-1000 Hz. Planowane detektory kosmiczne mają osiągnąć czułość w zakresie 0,0001-0,1 Hz, odpowiadając fali o okresie od dziesiątek sekund do godzin.
Spodziewana detekcja otworzy przed astronomią nowe możliwości badania odległych obiektów, na przykład badanie wnętrza gwiazd neutronowych, zjawiska zlewania się czarnych dziur, a także obserwacji procesów zachodzących przed epoką rekombinacji wodoru, co będzie miało ogromne znaczenia dla kosmologii.

## Działające detektory fal grawitacyjnych
Wszystkie obecnie działające detektory to detektory naziemne:
- LIGO,
- GEO600,
- VIRGO,
- TAMA 300,
- MiniGrail

## Planowane detektory fal grawitacyjnych
- detektory naziemne:
  - AIGO,
  - LCGT

- detektory satelitarne:
  - LISA,
  - BBO

- detektor podziemny:
  - Teleskop Einsteina[3]